# Bataille d'Argentré (1795)
Pour les articles homonymes, voir Bataille d'Argentré.
Chouannerie
Batailles
- Liffré
- 1re Argentré
- Expédition de Quiberon
- (Landévant et Mendon
- Plouharnel
- Quiberon)
- Segré
- 1er Rocher de La Piochais
- La Ceriseraie
- La Cornuaille
- 1re La Croix-Avranchin
- La Vieuville
- Boucéel
- 1re Saint-James
- 2e Rocher de La Piochais
- 2e La Croix-Avranchin
- Auverné
- Andigné
- Croix-Couverte
- Tinchebray
- L'Auberge-neuve
- Locminé
- Saint-Hilaire-des-Landes
- Val de Préaux
- Le Grand-Celland
- 2e Argentré
- Noyant-la-Gravoyère
- La Hennerie
- Saint-Aubin-du-Cormier
- Le Mans
- Nantes
- Saint-Brieuc
- Le Lorey
- Mont-Guéhenno
- La Tour d'Elven
- 2e Saint-James
- Les Tombettes
- Pont du Loc'h

La bataille d'Argentré se déroule le 27 juin 1795 pendant la Chouannerie.

## Prélude
Après la rupture des accords de La Mabilais et l'arrestation de Cormatin à Rennes le 26 mai 1795, la guerre reprend entre les chouans et les républicains dans le pays de Vitré,. Les insurgés de la région sont alors dirigés par Alexis Louis Gordien du Bouays de Couësbouc, un ancien officier de hussards,,. De son côté, le général républicain Jean Humbert commande les forces militaires des districts de Fougères, Vitré et La Guerche, dans l'est de l'Ille-et-Vilaine. Son quartier-général est fixé à Vitré.
La veille de la bataille, le général Humbert se porte à Balazé avec une colonne afin de ravitailler Vitré en grains,. Il y rencontre un rassemblement de 600 insurgés menés par Couësbouc et un combat d'une heure s'engage près du château du Châtelet, à Balazé,. Les chouans sont enfoncés et se replient sur Saint-M'Hervé,. Les républicains rentrent quant à eux à Vitré dans la soirée,.
Cependant, la fusillade est entendue le même jour à Javené, à une vingtaine de kilomètres au nord de Balazé, par une troupe de chouans de la région de Fougères, menée par les frères Aimé et Guy Picquet du Boisguy,. Celle-ci se met aussitôt en route pour venir en aide à Couësbouc, mais trompée par le vent, elle n'apprend qu'à Saint-Christophe-des-Bois que le combat s'est déroulé à Balazé,. Aimé du Boisguy écrit alors à Couësbouc pour lui proposer de faire sa jonction avec lui le lendemain, à Saint-M'Hervé,. Couësbouc reçoit le message dans la soirée, alors que sa troupe campe dans le bourg d'Erbrée,.

## Forces en présence
Selon le procès-verbal des administrateurs du département, le combat oppose 500 républicains à 2 000 « brigands »,. Un courrier du district de Fougères évoque pour sa part un combat opposa 400 républicains à 1 200 chouans.
Dans ses mémoires, l'officier royaliste Toussaint du Breil de Pontbriand affirme quant à lui que le général Humbert est à la tête de 1 500 grenadiers,. Il indique que les forces des chouans sont de 800 hommes des environs de Vitré, dont 400 armés de fusils et les autres sans armes, commandés par Alexis Louis Gordien du Bouays de Couësbouc, et de 500 hommes des environs de Fougères, menés par les frères Aimé et Guy Picquet du Boisguy et Auguste Hay de Bonteville,.

## Déroulement
Les sources républicaines n'évoquent le combat que de manière très brève et les principaux détails sont connus par les mémoires de l'officier royaliste Toussaint du Breil de Pontbriand,. Celui-ci n'est pas présent lors du combat. Il ne rejoint Couësbouc que quelques jours plus tard et devient l'un de ses officiers, après avoir quitté un régiment de hussards de l'armée républicaine en mai 1795. Pontbriand place la bataille à la date du 21 juin, Savary au 5 et 6 juin, mais selon le district de Fougères, elle se déroule le 9 messidor an III (27 juin 1795).
Ce jour-là, Humbert fait une nouvelle sortie et marche sur le bourg d'Étrelles,. Sans attendre les renforts des frères du Boisguy, Couësbouc prend alors position au village du Bois-Béziers, entre Erbrée et Argentré,. Les républicains l'y attaquent et font rapidement plier les insurgés sans armes qui prennent la fuite,. Les chouans armés de fusils opposent en revanche une plus longue résistance en tirant avantage du terrain,. Ils finissent cependant par se replier vers Argentré, en direction du sud,.

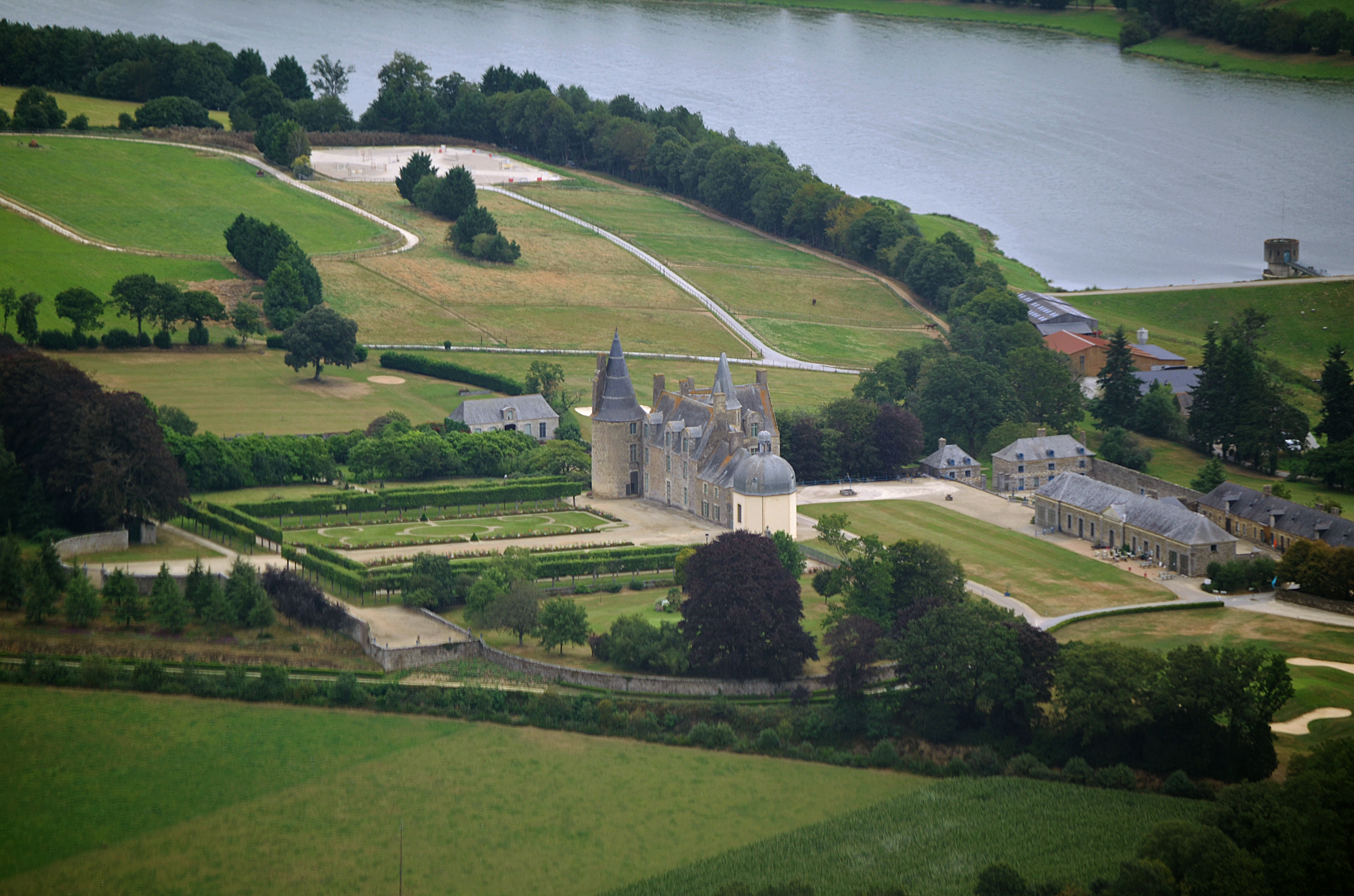
Vue en 2012 du château des Rochers-Sévigné et de l'étang de la Valière.

Deux heures après le début des affrontements, les chouans du pays de Fougères font leur apparition par le nord, du côté des l'étang des Rochers, près du château des Rochers, et engagent le combat avec une partie des forces de Humbert,,. Aimé du Boisguy s'empare de la chaussée de l'étang, malgré une résistance des grenadiers, tandis que Guy du Boisguy passe les marais au bout de l'étang et attaque les républicains sur leur flanc droit,. Ces derniers se replient alors sur Argentré,.
Les troupes républicaines mises en fuite par les frères du Boisguy rejoignent le général Humbert au-delà du bourg d'Argentré,. Celui-ci, avec le plus gros de ses forces, affronte alors les hommes de Couësbouc dans un bois situé près du bourg,. De leur côté, les frères du Boisguy rejoignent Couësbouc et rééquilibrent le combat alors que la moitié du bois est aux mains des républicains,.
Selon le récit de Pontbriand, c'est dans le bois d'Argentré que les affrontements deviennent les plus acharnés : « chaque arbre servait de retranchement à un ou plusieurs soldats ; tantôt battu, tantôt battant, chaque parti cherchait à rester maître du bois »,. Vers 2 heures après-midi, la fusillade s'interrompt, par lassitude,. Le général Humbert et Aimé du Boisguy s'aperçoivent alors et s'interpellent : « Le général Humbert, qu'on voyait toujours à la tête de ses grenadiers, reconnut le jeune du Boisguy posté près d'un arbre, à vingt pas de lui ; il lui fit signe de la main et lui dit : «  Eh bien, monsieur du Boisguy, la journée est chaude et je vous rends toute justice, vos hommes se battent très bien. - Et les vôtres, général ! Ce sont les plus intrépides soldats que j'aie encore rencontrés, quel malheur que nous soyons ennemis. - Ce n'est pas ma faute, si j'avais été consulté, on n'eut jamais recommencé la guerre. Mais le vin est tiré, il faut bien le boire. Prenons un quart d'heure pour souffler et nous recommencerons la danse... »,. ».
Les combats reprennent mais demeurent indécis,. Humbert tente une attaque sur l'aile gauche des royalistes afin de la tourner, mais l'assaut est repoussé par les hommes de Hubert et de Blondiau,. Pendant ce temps, une foule de paysans des environs commence à observer les combats de loin et à pousser des acclamations pour encourager les chouans,. Humbert donne alors l'ordre de la retraite et ses troupes se replient en bon ordre sur Vitré,.
D'après le procès-verbal républicain, le combat a duré deux heures,. Pour  Pontbriand en revanche, les affrontements se sont déroulés pendant dix heures, dont six dans le bois d'Argentré,. Pontbriand indique que « dans cette action, les Royalistes de Vitré manquèrent de cartouches, et on vit des hommes s'élancer au milieu des ennemis, pour enlever les gibernes des grenadiers qui étaient tombés. Il y eut plusieurs luttes corps à corps pour s'emparer d'un arbre, et les soldats combattaient parfois avec la crosse de leurs fusils »,. Le procès-verbal républicain évoque également des combats livrés « en quelques endroits, à la baïonnette »,.

## Pertes
Les sources républicaines et royalistes ne s'accordent pas sur l'état des pertes. Côté républicain, le procès-verbal des administrateurs du département fait état de huit morts et de dix-huit blessés pour la troupe de Humbert, contre plus de 100 morts pour les chouans,. Le district de Fougères annonce quant à lui que 200 chouans ont été tués. Côté royaliste, Toussaint du Breil de Pontbriand affirme que les républicains ont perdu 300 hommes et laissé 150 fusils, tandis que les pertes des chouans sont de 80 hommes tués ou blessés,.

## Conséquences
Le lendemain du combat, les frères du Boisguy regagnent le pays de Fougères, tandis que Couësbouc donne quelques jours de repos à ses hommes,.
Le 13 juin, le général Jean Humbert arrive à Fougères avec une colonne de 668 hommes afin de prélever 200 hommes de la colonne mobile de la garnison pour mener de nouvelles expéditions contre les chouans. Cependant il se heurte à l'opposition des administrateurs de la municipalité et du district qui lui exposent leurs difficultés à veiller au ravitaillement de la population de la ville. Humbert cède et regagne Vitré,,. Le 15 juin, il envoie à Fougères 200 hommes du bataillon des fédérés pour renforcer la garnison. Pendant ce temps, la colonne mobile mène une battue contre les chouans à Montours et à Saint-Germain-en-Coglès, mais elle livre le territoire de ces deux communes au pillage. Ces exactions sont dénoncées auprès de Humbert par les administrateurs de Fougères qui demandent des mesures de rigueur contre les officiers. Cependant, seulement trois ou quatre soldats sont déférés à la commission militaire de Rennes.